# 処置時の鎮静・鎮痛
処置時の鎮静・鎮痛（しょちじのちんせい・ちんつう、英: procedural sedation and analgesia: PSA）とは、患者に処置を行うために、鎮静・解離作用のある薬を、通常は鎮痛薬とともに投与する医療行為である。全体的な目標は、患者の自力呼吸能力を維持しながら、意識レベルを低下させることである。このプロセスでは気道保護反射は損なわれないため、気管挿管は必要ない。PSAは手術室だけでなく、救急診療でもよく行われる。旧来は意識下鎮静（英: conscious sedation）や処置時の鎮静（英: procedural sedation）と呼ばれていたが、鎮痛の重要性が近年認識され、PSAという呼び名が普及しつつある。

## 適応
この手技は、痛みや不快感を伴う処置を行う際によく行われる。一般的な目的は以下の通りである。
- 裂創の縫合
- 骨折の整復（英語版）
- 膿瘍のドレナージ
- 脱臼の整復
- 内視鏡
- カルディオバージョン[3]
- 歯科治療
- 経食道心エコー
- 患者（特に小児）がじっとしていられない（あるいは動きたくない）場合の画像診断や処置

## 禁忌
患者がPSAを受けることを直ちに不適格とする絶対的な理由はない。しかし、患者の年齢、併存疾患、困難気道が予測される、などは重要な考慮事項である。

### 年齢
PSAに年齢制限はないが、高齢者では、低酸素血症、一過性無呼吸、バイタルサインの異常などの合併症が起こる可能性が高くなる。この原因は、鎮静薬への感受性上昇、生理的予備能低下、薬剤相互作用、分布容量の減少（ピーク血中濃度上昇に繋がる）による。合併症のリスクを軽減するために、声かけやタッチングによる刺激、酸素吸入を考慮する。

### 併存疾患
重篤な持病を持つ患者は、PSAを受けた後に悪い副作用が起こる可能性が高くなる。そのような持病の例としては、心不全、慢性閉塞性肺疾患、神経筋疾患などがある。低血圧や呼吸抑制など、PSAによる重篤な合併症のリスクを予測するには、ASA分類を使用する。一般に、ASAクラスIII以上の患者はPSAによる合併症を起こす可能性が高い。併存疾患に関連した合併症のリスクを減らすために、少量から開始し、薬剤をゆっくり投与し、薬剤の反復投与の頻度を減らすことを考慮する。

### 困難気道

意識レベルが低下すると舌が気道を閉塞する。

気道は、患者の呼吸能力または医師の換気能力によって評価される。困難気道（気道確保が難しい）の例としては、首が太い／肥満の患者、頭頸部の解剖学的異常、肺疾患などがある。マランパチ分類などの評価尺度で困難気道の程度を評価すべきである。一般に、患者が困難気道と評価された場合、麻酔科医にコンサルトすることが望まれる。

## 鎮静の深度
PSAは、気道への介入（例えば気管挿管）を避けるためにしばしば行われるが、鎮静のレベルは連続的なものであり、患者は容易に、より深い鎮静状態に陥る可能性がある。このため、PSAを行う医師は、意図した鎮静レベルより少なくとも1段階高い鎮静レベルで患者をケアできるよう準備しておく必要がある。そのためには、施術者は鎮静のレベルを認識し、より深い鎮静と関連する心肺リスクの増大を理解できなければならない。
アメリカ麻酔科学会は鎮静の深度を以下のように定義している。
|          | 浅い鎮静           | 中等度鎮静                               | 深い鎮静                                   | 全身麻酔                   |
| -------- | ------------------ | ---------------------------------------- | ------------------------------------------ | -------------------------- |
| 反応性   | 言語刺激に正常応答 | 言語または触覚による刺激に合目的的に反応 | 繰り返す、ないしは痛み刺激に合目的的に反応 | 痛み刺激に対して覚醒しない |
| 気道     | 損なわれていない   | 介入不要                                 | 介入が必要なことがある                     | しばしば介入を必要とする   |
| 換気     | 損なわれていない   | 十分                                     | 不十分な時がある                           | しばしば不十分             |
| 心血管系 | 損なわれていない   | 通常維持される                           | 通常維持される                             | 損なわれるときがある。     |

解離性鎮静と呼ばれる鎮静法もある。これは深い健忘を引き起こすが、自発呼吸は保たれ、呼吸・循環は安定しており、気道反射は損なわれない。ケタミンは、このタイプの鎮静を引き起こすことができる一般的に使用される薬物である。

## 鎮静薬

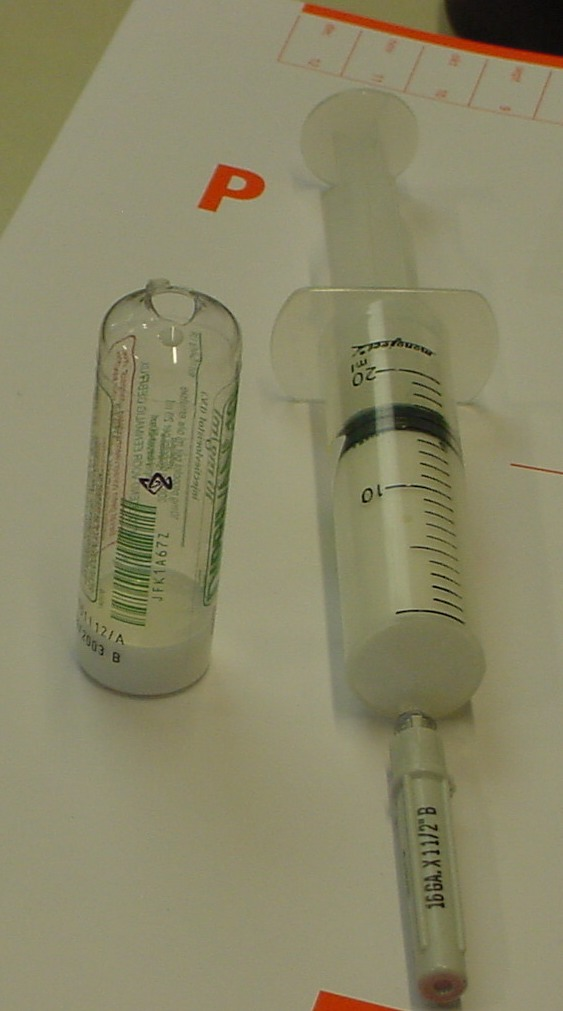
処置時の鎮静・鎮痛や全身麻酔に用いられる静脈麻酔薬、プロポフォール

### プロポフォール
プロポフォールは非バルビツール酸誘導体で、抑制性GABAA受容体を刺激し、興奮性NMDA受容体を遮断することで作用すると考えられている。プロポフォールは効果が発現するまで40秒かかり、効果は6分間持続する。プロポフォールには鎮静作用と健忘作用があるが、鎮痛作用はない。注意すべき副作用には、低血圧と呼吸抑制があり、これは酸素飽和度の低下として現れる。プロポフォールは静脈内投与時に痛みを伴うが、プロポフォール投与に伴う痛みの軽減にはリドカイン静脈内投与が有効である。さらに、制吐作用もあり、この種の処置に有利である。

### エトミデート
エトミデートはイミダゾール誘導体で、全身麻酔の導入によく用いられる。効果はほぼ即時で、5～15秒以内に現れ、1～4分持続する。エトミデートには鎮静効果しかなく、鎮痛効果はない。エトミデートの副作用には、ミオクローヌス（不随意の筋肉のぴくつき）や呼吸抑制がある。エトミデートの主な利点のひとつは、心血管系や呼吸器系の不安定性を引き起こさないことである。このため、すでに血圧が低い患者には、より好ましい選択肢となる可能性がある。

### ミダゾラム

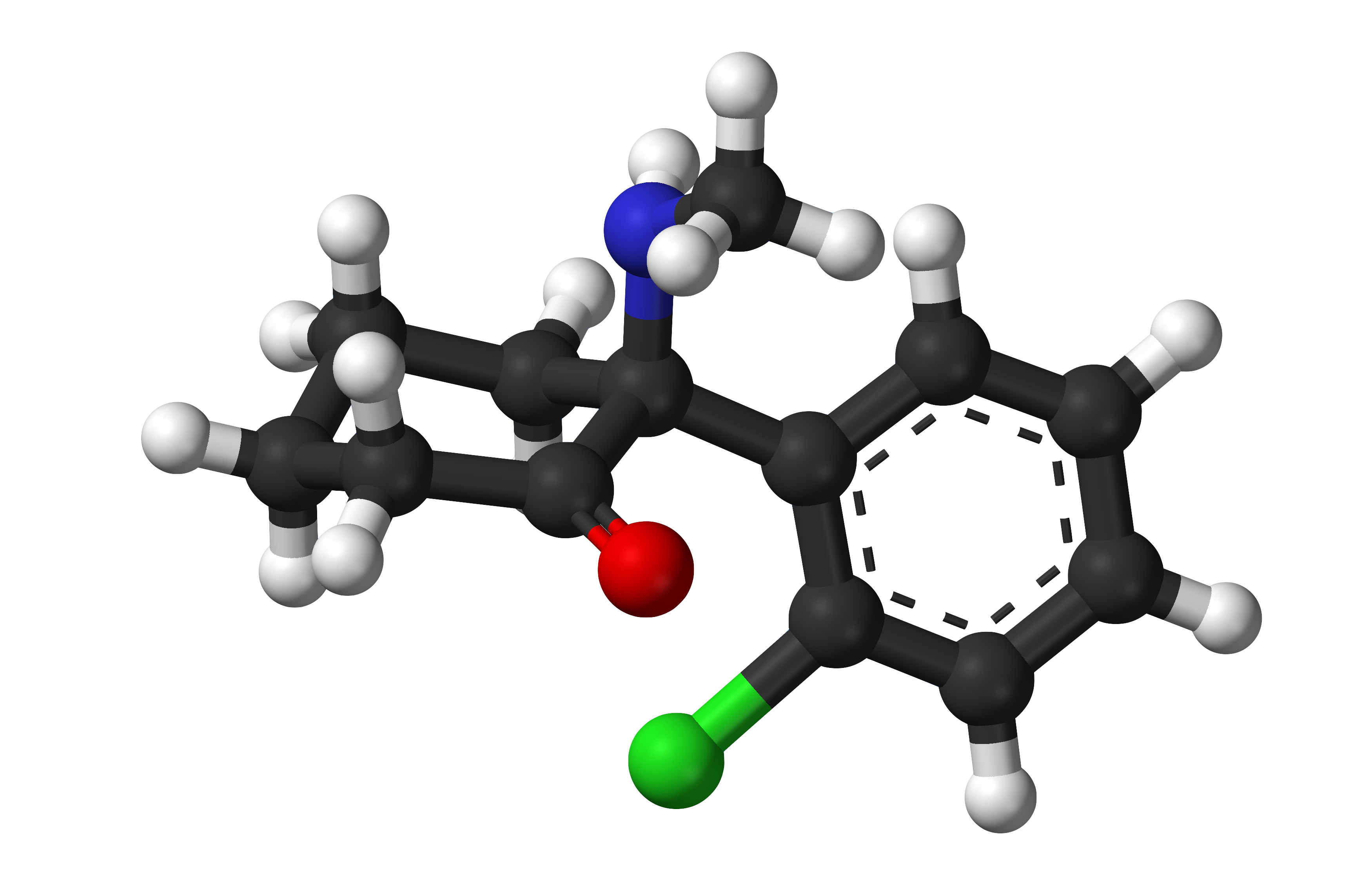
ケタミンの3D分子模型。ケタミンには光学異性体があり、麻酔や鎮静に用いられるのはラセミ体だが、光学分割されたエスケタミン（この図）は抗うつ剤として販売されている。

ミダゾラムはベンゾジアゼピンの一種で、抑制性GABA受容体を刺激することにより作用する。効果は2～5分以内に現れ、30～60分持続する。主な作用は抗不安作用で、不安感の軽減を助け、健忘作用で、患者が手技に関連した記憶を忘れるのを助ける。深い鎮静が目的の場合、プロポフォールやエトミデートの方が作用時間が短いためにミダゾラムより適している。ミダゾラムは体内の脂肪組織に集まるため、合併症として鎮静が長引く可能性がある。そのため、高齢者、肥満者、腎臓や肝臓に疾患のある人は、ミダゾラムによる長時間の鎮静に対してより脆弱である。ミダゾラムを大量に投与した場合や他剤と併用した場合、呼吸抑制が問題となる。

### ケタミン
ケタミンは解離性麻酔薬であり、患者を夢を見ているような意識レベルに導く。速攻性があり、5～20分持続する。ケタミンには鎮静、鎮痛、および健忘の作用があるが、今日では専ら鎮痛に用いられる。ケタミンの利点としては、患者の気道保護反射が損なわれず、上気道の筋緊張が保たれ、自発呼吸が維持されることが挙げられる。ケタミンの一般的な副作用は覚醒時の反応である。患者が混乱したり、うっとりしたり、幻覚を見たりすることがある。通常は良性であるが、このような反応は患者を恐怖に陥れることもある。その他の合併症としては、心拍数の上昇、血圧の上昇、吐き気、嘔吐、喉頭痙攣などが報告されているが、通常は口腔咽頭操作の場合に起こる。

### デクスメデトミジン
デクスメデトミジンは、上記の薬剤に比べて比較的最近使用されるようになった薬剤である。デクスメデトミジンはα2アドレナリン作動薬で、鎮静作用と鎮痛作用がある。呼吸機能への影響は軽微である。投与量が増えると心機能に影響を及ぼす。

## 鎮痛薬

### オピオイド
オピオイドは、中枢神経系に存在する他の様々なオピオイド受容体に加え、主にμオピオイド受容体に作用し、中枢神経系に存在する他の様々なオピオイド受容体にも作用する。オピオイドは用量依存的に呼吸循環器系の抑制を引き起こす。オピオイドには嗜癖性があり、オピオイドの蔓延につながっている。PSAのために使用される場合、これらは低用量から開始され、その後、所望の効果に達するように滴定投与される。

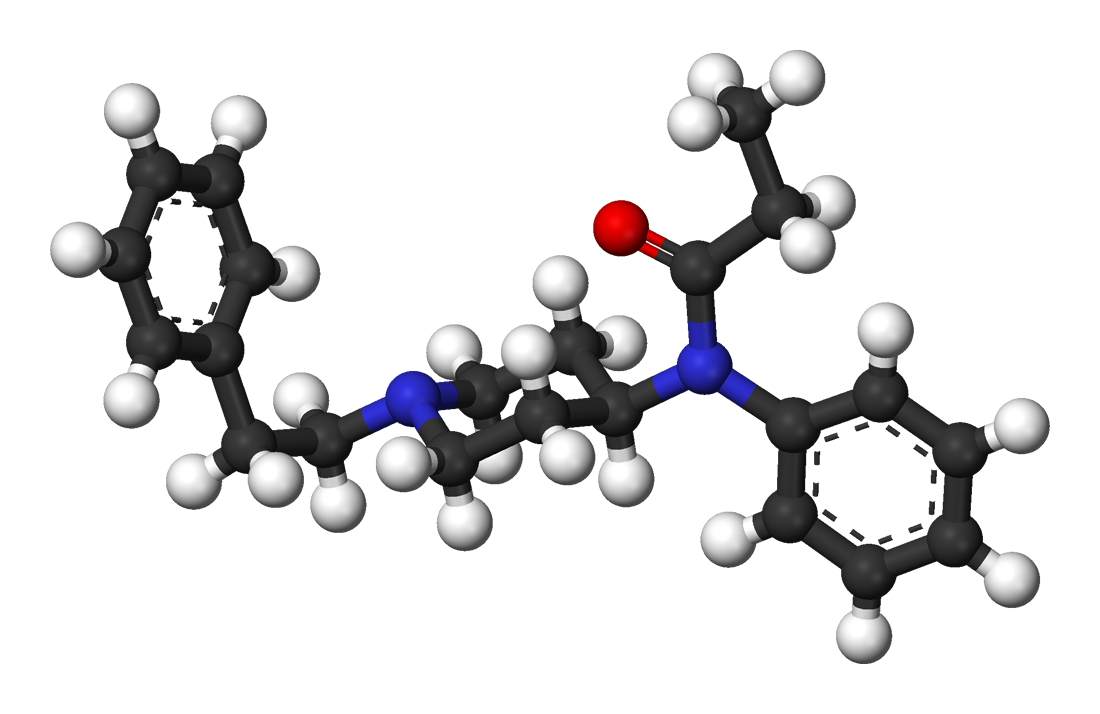
フェンタニルの3D分子模型

フェンタニルはモルヒネの75～125倍の強さを持つ合成オピオイドで、神経系のオピオイド受容体を活性化することで作用する。その効果は2～3分で始まり、30～60分持続する。フェンタニルには鎮痛作用と鎮静作用があるが、健忘作用はない。フェンタニルは、プロポフォールやエトミデートが開発される前は、PSAにおいてミダゾラムとよく併用されていた。フェンタニルの主な合併症は呼吸抑制であり、他の鎮静薬と併用すると悪化することがある。
ケタミンは前述のように鎮痛作用と鎮静作用の両方を持ち、オピオイドの代替鎮痛薬として有用である。少量のケタミンをプロポフォールと併用した場合、フェンタニルよりも安全であることがわかっている。

## 鎮静の評価
麻酔を受ける患者はすべて、アメリカ麻酔科学会（American Society of Anesthesiologists: ASA）が考案したリスク分類システム（ASA-PS）などを用いて、事前にリスクを評価しなければならない。事前評価に加えて、患者の病歴を聴取し、特に麻酔歴に注意する必要がある。これらのことが、ASA-PS評価に影響する。この評価尺度は、健康な人を示すASA1から、脳死状態のASA6まである。救急治療室でASA1または2の患者に鎮静を行うことは安全である。患者がASA3または4の場合は、PSAの訓練を積んだ麻酔科医など、さらなるリソースが必要になるかもしれない。さらに、資格のある麻酔の専門家がPSAを行う前には、インフォームド・コンセントを完了する必要がある。
気道評価は、処置前のスクリーニングの一環として行われる場合、身体検査の中で最も重要な部分の一つである。患者が意図した以上に強く鎮静され、その結果何らかの気道介入が必要になる危険性は常にある。したがって、麻酔科医は、マランパチ分類、開口可能かどうか、甲状軟骨と頤との距離（気道確保の難易度に影響する）を含む気道評価を行うべきである。患者が困難気道と判断され、気道への介入が必要な場合は、十分なリソースを用意する必要がある。それには、ビデオ喉頭鏡、気管支鏡、挿管式ラリンジアルマスクなどである。

## 安全性・モニタリング
十分な心肺機能を維持するため、PSA時には患者のバイタルサイン、特に酸素飽和度と血圧を記録しておくことが重要である。モニターもPSAの安全性に有用である。心電図、パルスオキシメトリー、血圧計、呼気終末二酸化炭素モニターなどのモニターがある。呼吸抑制をもたらす深い鎮静は、これらのモニターに何らかの量的変化を引き起こす可能性があり、それゆえにモニターを行うことが重要なのである。呼吸抑制で最初の兆候のひとつは、呼気終末二酸化炭素の上昇である。これは酸素飽和度の低下よりかなり前に起こる。呼吸抑制の程度にもよるが、患者の容態安定のため、酸素吸入や気道確保が行われる。視覚的評価もPSAの重要な部分である。意識レベルを定量化するために、医師はさまざまなレベルの刺激を行い、患者の反応を観察する。

### 誤嚥の危険性
胃の中に食べ物がある患者にPSAを行うと、誤嚥のリスクが高まるという理論的懸念がある。現在のところ、最近食物を摂取した患者にPSAを実施した場合、胃内容物を誤嚥するリスクが臨床的に有意に増大することを示唆するエビデンスはない。実際、ほとんどの場合、PSAにおいては、誤嚥を防ぐために絶食は必要ないことを示唆するエビデンスがある。しかし、可能であれば、やはり絶食が望ましい。ほとんどのPSAでは、患者は少なくとも6時間は絶食すべきである。透明な水分は、手技の2時間前まで許容される。誤嚥のリスクが高い場合は、気道反射を損なわないケタミンを使用することを考慮してもよい。しかし、特に救急外来では、小児ではケタミンによるPSAでは長時間の絶食は不要とされる。

## 退院基準

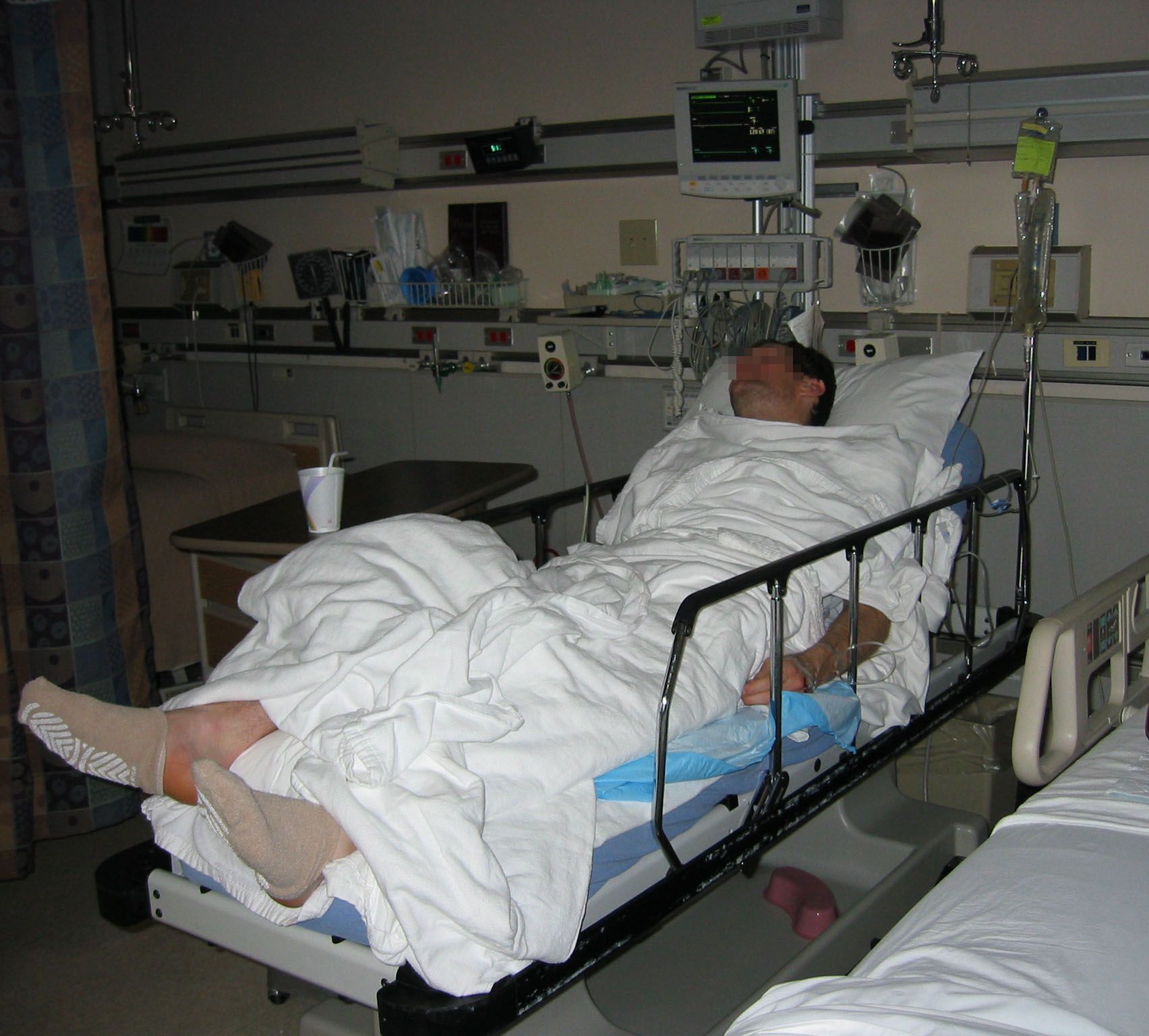
麻酔を受けた後でモニターされている患者。患者の横には飲水用のコップが置かれている。

PSAを受けた患者の退院には統一された基準がない。患者が退院できるまでの回復時間は様々であるが、通常60～120分である。基準の一例は以下の通りである。
1. 患者は心血管系が安定しており、気道が開通している。
2. 患者は容易に覚醒でき、咽頭反射や咳嗽反射などの反射が損なわれていない。
3. 会話や座位が普段の状態に戻りつつある。
4. 適切な水分補給がなされている。
5. 乳幼児や知的障害のある患者など、特殊な集団の患者では、鎮静前と同程度の反応があること。

## 合併症
PSAはいくつかの合併症を引き起こす可能性がある。アレルギー反応、過鎮静、呼吸抑制、血行動態への影響などである。これらは通常、使用する鎮静剤によって異なる。合併症を引き起こしやすい薬剤もあるが、適切に使用しなければ、すべての鎮静薬が合併症を引き起こす可能性がある。これらの合併症を減らすために、一般的に滴定投与が行われる。さらに、一部の鎮静剤には拮抗薬（アンタゴニスト）と呼ばれる逆効果をもたらす薬剤があり、これを使用することで鎮静効果を終了させたり、鎮静量を減らしたりすることができる。さらに、患者の状態を監視する担当者が割り当てられ、PSAの合併症を認識できるようにしておく必要がある。彼らに他の人に注意を促し、それに応じて対応する能力があれば、合併症を減らすことができる。

## 論争
麻酔科医でない者が手術室外で鎮静を行うことには賛否両論がある。